# دانشگاه پزشکی اطفال ایالتی سن پترزبورگ
دانشگاه پزشکی اطفال ایالتی سن پترزبورگ بازمانده کلینیک درمانی امپراطوری روسیه از سال ۱۹۰۵ میلادی که در سال ۱۹۲۵ به انستیتوی پزشکی اطفال سنپترزبورگ تغییر نام داد. دانشگاه اطفال سن پترزبورگ در طول دهه‌های مختلف پذیرای دانشجویان خارجی از بیش از هفتاد کشور جهان بوده‌است. دانشگاه اطفال سن پترزبورگ در بین دانشگاه‌های پزشکی روسیه بالاترین امتیاز را جهت ورود دانشجویان روسی در امتحان ورودی به خود اختصاص داده‌است. براساس رتبه‌بندی رینس روسیه این دانشگاه در رده برترین دانشگاه‌های پزشکی روسیه قرار می‌گیرد از لحاظ تولید مقالات علمی و بین‌المللی در بین کلیه موسسات آموزشی روسیه در رتبه ۱۲ قرار گرفته‌است که بسیار مورد توجه می‌باشد.[

## تاریخچه
در حال حاضر این دانشگاه دارای ۶۰ بخش تخصصی است. ریاست دانشگاه اطفال سنت پترزبورگ در حال حاضر بر عهده دمیتری اولگویچ ایوانوف است. او متولد ۱۹۶۷ در شهر سن پترزبورگ داری مدرک فوق تخصص بیماری‌های اطفال است.

## آموزش
در کلینیک دانشگاهی تحت نظر دانشگاه پزشکی اطفال سنتپترزبورگ دانشجویان اجازه یادگیری و بدست آوردن تجربی علوم پزشکی را دارند، کار و تحصیل در کنار یکدیگر به دانشجو اجازه می‌دهد اطلاعات و تجربیات و مهارت‌های علمی خود را افزایش دهد. کلینیک اطفال تحت نظر دانشگاه یکی از با سابقه‌ترین کلینیک‌های پزشکی در روسیه با تجهیزات مدرن و به روز دنیاست.

## برخی از مراکز همکار
1. مرکز تحقیقات پزشکی بوستون آمریکا
2. دانشگاه دموکراسی یونان
3. دانشگاه دولتی پزشکی بلاروس، مینسک
4. دانشگاه دولتی پزشکی ایروان، ارمنستان مخیتار گرتسین
5. دانشگاه طب سنتی پکن چین
6. دانشگاه بوخارست
7. دانشگاه پزشکی اطفال تاشکن

برنامه‌های انتقال دانشجو بین دانشگاهی اجازه رشد و گسترش مهارت‌های فردی به دانشجویان می‌دهد.